# 부정 허위 가정
부정 허위 가정(Negation As Failure, NAF)은 논리형 프로그래밍의 비단조적 추론 규칙으로, p를 파생하는 실패로부터 'p가 아님'(즉, p가 유지되지 않는 것으로 가정됨)을 파생하는 데 사용된다. 'p가 아님'은 추론 알고리즘의 완전성과 형식 논리 시스템에 따라 p의 논리적 부정에 대한 진술 -p와 다를 수 있다.
부정 허위 가정은 플래너와 프롤로그의 초창기부터 논리 프로그래밍의 중요한 기능이었다. 프롤로그에서는 일반적으로 프롤로그의 추가 논리 구성을 사용하여 구현된다.
보다 일반적으로 이러한 종류의 부정은 강한(즉, 명시적, 증명 가능한) 부정과 달리 약한 부정(Weak Negation)으로 알려져 있다.